# Slingsby
Slingsby egy falu az Egyesült Királyságban, North Yorkshire-ben, a Ryedale kerületben.

## Fekvése
Maltontól 10 km-rel nyugatra, a B1257 út mellett fekvő település.

## Története
A település eleinte a Hovingham kastély részeként volt ismert. Nevét 1322-ben említették az okiratok először, ekkor a Mowbray családé volt, azonban ekkor John de Mowbrayt korona elleni összeesküvése miatt lefejezték, az ezután következő években a területnek és a kastélynak több birtokosa is volt, majd 1600-ban Sir Charles Cavendish vásárolta meg, a következő száz évben ő és a családja volt a terület birtokosa, majd Buckingham hercegnek adták el. 1751-ben a kastélyt Carlisle negyedik grófjának adták el, az ő birtokukban maradt a későbbi években is.

## Nevezetességek
- Plébániatemplom – az 1860-as évek végén épült, lebontott elődjének 15. századi stílusában viktoriánus módosításokkal.
- Metodista kápolna – épült 1837-ben.

## Itt születtek, itt éltek
- Charles Hardwick (1821–1859) a faluban született.
- John Close – York főpolgármestere (1884–85, 1891–92 és 1892–93 között) és gyermekkori barátja Charles Hardwicknak.
- Captain Robert Ward (Royal Navy) – hadapród Nelson admirális Trafalgar zászlóshajóján, itt született a faluban. Emlékkeresztje a templomkertben található.

## Galéria

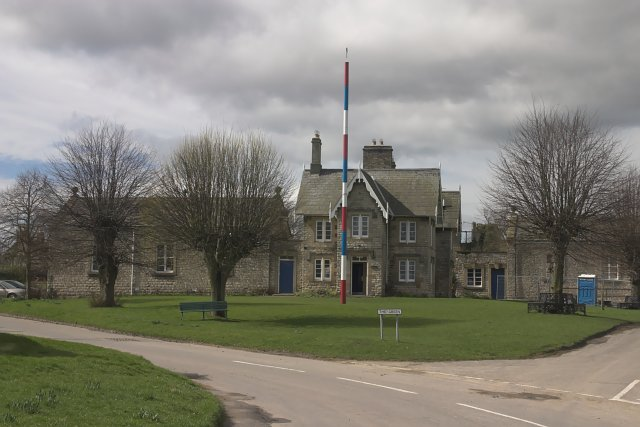
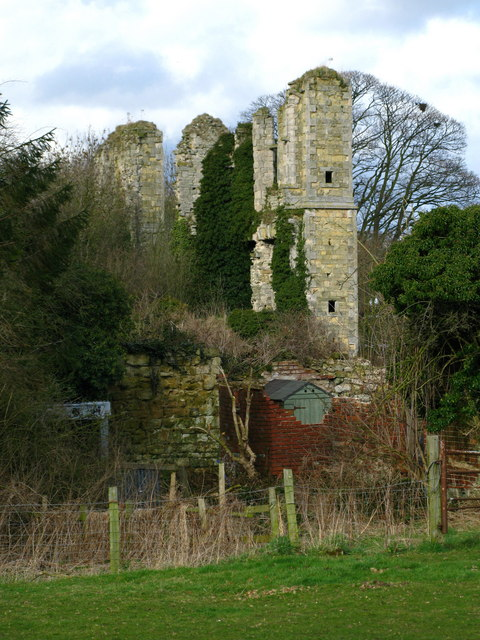
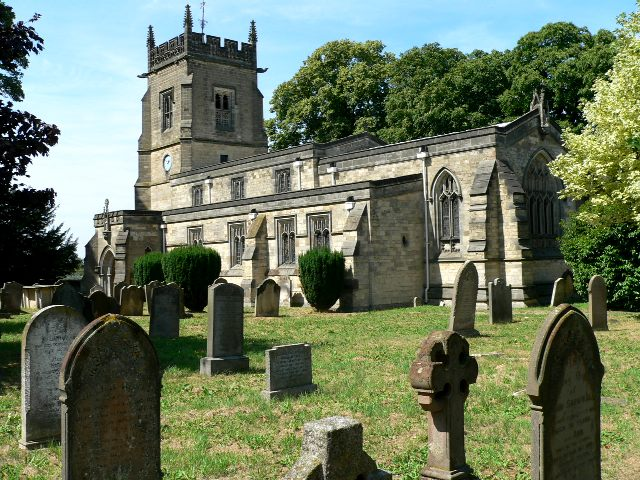